# Urwaldtour
Die Urwaldtour ist ein Premiumwanderweg durch den Saarkohlenwald im Saarland. Der Wanderweg wird auch durch den früheren Bergbau der Grube von der Heydt (Saarbrücken) geprägt.
Der Name der Wanderung bezieht sich dabei auf das Urwald-Projekt des saarländischen Umweltministeriums, des SaarForst-Landesbetriebes und des NABU des Saarlandes, das 1997 begonnen wurde und seit 2002 vertraglich geregelt ist. Ein über 1000 Hektar großes Gebiet im Norden von Saarbrücken wurde dabei zum Naturschutzgebiet erklärt und wird seither nicht mehr forstwirtschaftlich genutzt. Es ist jedoch anzumerken, dass es sich trotz des Namens „Urwald vor den Toren der Stadt“ um keinen Urwald handelt, da ein solcher per Definition vom Menschen weitestgehend unberührt ist.

## Beschreibung

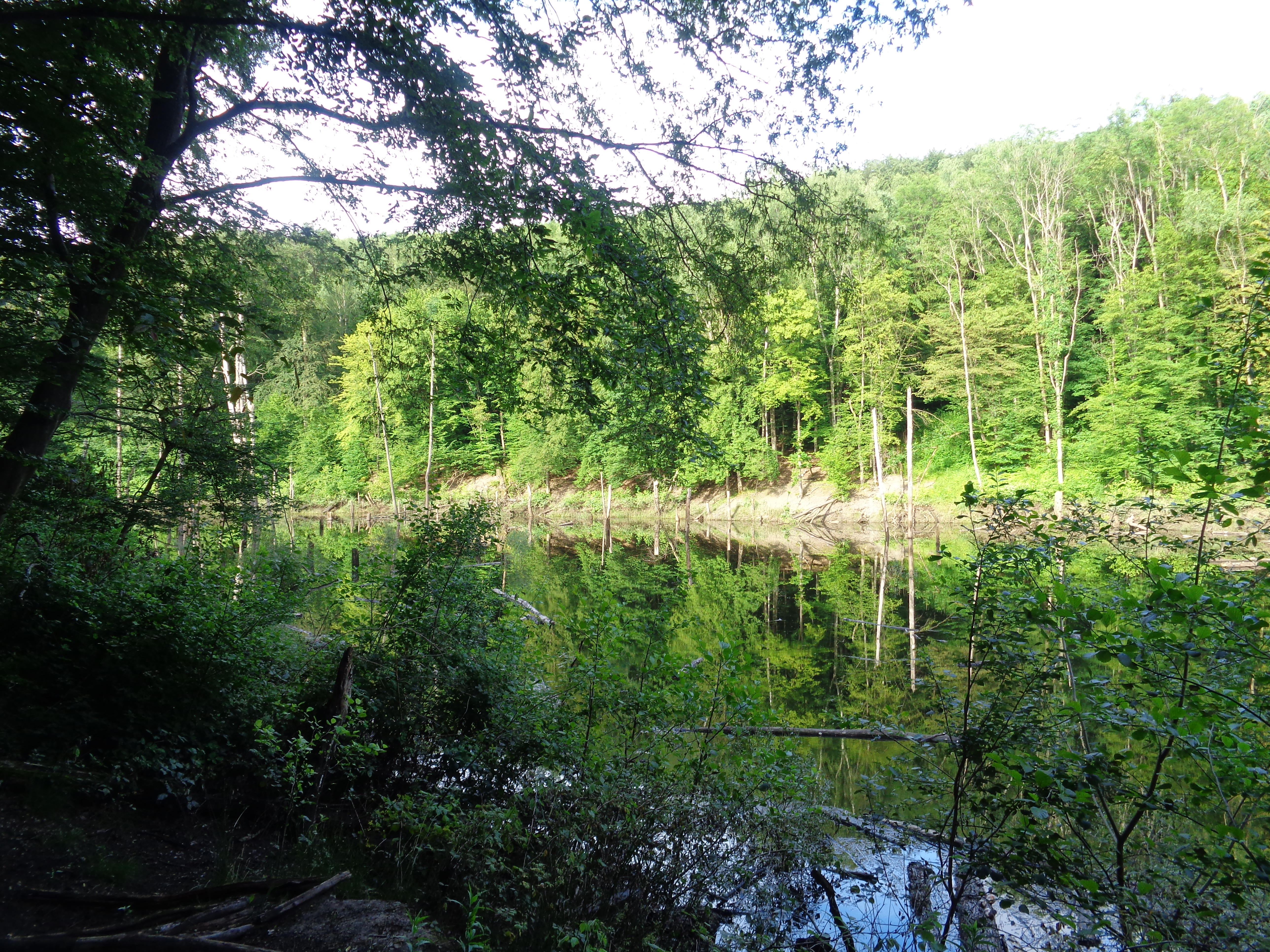
Der Steinbachstau

Die Urwaldtour startet an der Scheune Neuhaus; seit 1854 wird das Gebäude als Forsthaus genutzt. Der Weg führt bergab über eine Wiese in den Wald, vorbei an den Waschbrunnen des Neuhauser Hofes. Nach etwa 100 Metern führt der Weg nach rechts, und man erblickt in der Nähe das Baumhaus. Nach etwa 100 Metern geht es an drei mächtigen Eichen einen Pfad links bergab, und man erreicht einem Graben folgend das Steinbachtal. Hier führt der Weg bachabwärts, und man erreicht den Gouvysweiher. Er ist nach einem ehemaligen Stahlunternehmer und Kaufmann benannt, der in dieser Tallage in der Mitte des 18. Jahrhunderts einen Hof zur Aufzucht von Rindern und Schweinen errichtet hatte.

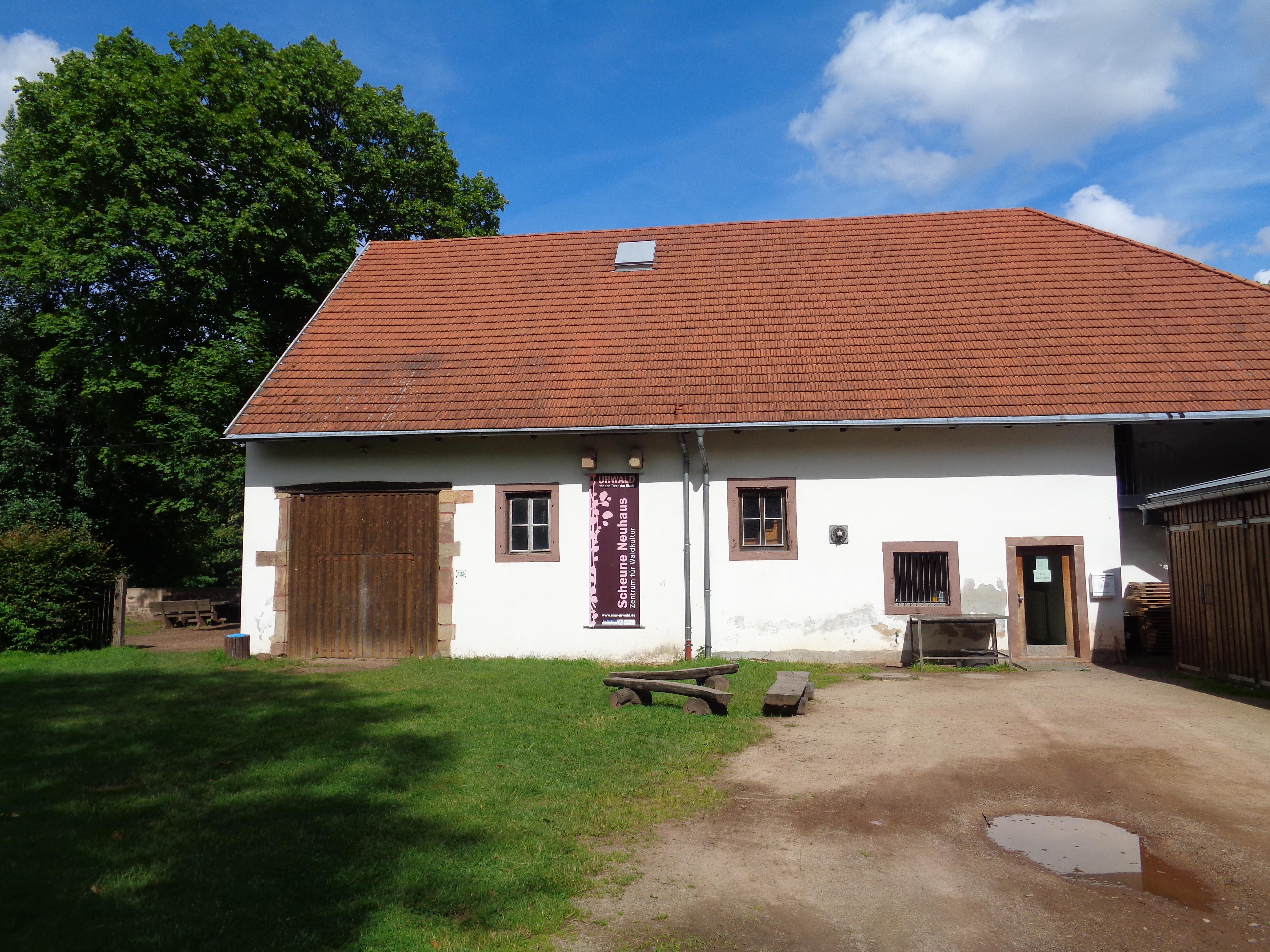
Beginn und Ende der Tour:
Das Forsthaus Scheune Neuhaus

Nach dem Weiher erreicht man den Steinbachstau; der Weg des Baches ist hier durch Bergematerial versperrt worden, und als Folge davon ist eine Sumpflandschaft mit abgestorbenen Bäumen entstanden. Eine Brücke überquert das Drainagewasser der Halde des ehemaligen Steinbachschachtes, deren Haldenkörper nun vom Wanderer betreten wird. Der Steinbachschacht gehörte zur Grube von der Heydt und wurde 1903 am Ende des Burbachstollens angehauen und erreichte eine Teufe von 650 Metern. Nach dem Überqueren der Halde erreicht man eine weitere Bergehalde. Diese Spitzkegelhalde, im Volksmund Kleiner Fuji genannt, entstand durch das Abschütten von Bergematerial des Kirschheckschachtes, der ebenfalls zur Grube von der Heydt gehörte.
Nun geht es rechts durch ein Eichenwäldchen bergauf und man passiert in der Folge mehrere Bombentrichter aus dem Zweiten Weltkrieg und erreicht über den Pfad einen Schotterweg. Man überquert eine Kreuzung im Wald, von der aus sich etwa 50 Meter nach links das Naturfreundehaus Kirschheck befindet. Dieses Gebäude ist ein ehemaliges Steigerhaus und ist ein weiteres Relikt des Bergbaus im Norden von Saarbrücken. Nachdem man die Kreuzung überquert hat, erreicht man den Friedwald, der 2005 eröffnet wurde. Er war bundesweit der erste Friedwald in einem Naturschutzgebiet. Nachdem man am Rand des Friedwaldes entlanggewandert ist, erreicht man den Holländerbrunnen. Hier folgt man einem Bergmannspfad, der von Riegelsberg zum Steinbachschacht führte. Nach etwa 500 Metern geht es nach rechts bergab in ein Bachtal, welches gequert wird. Nun geht es bergauf durch einen hochgewachsenen Buchen- und Eichenwald, und über diesen Pfad erreicht man dann den Ausgangspunkt der Wanderung, das Forsthaus Neuhaus.